# Kia Enterprise
Kia Enterprise – samochód osobowy klasy wyższej produkowany pod południowokoreańską marką Kia w latach 1997 – 2003.

## Historia i opis modelu

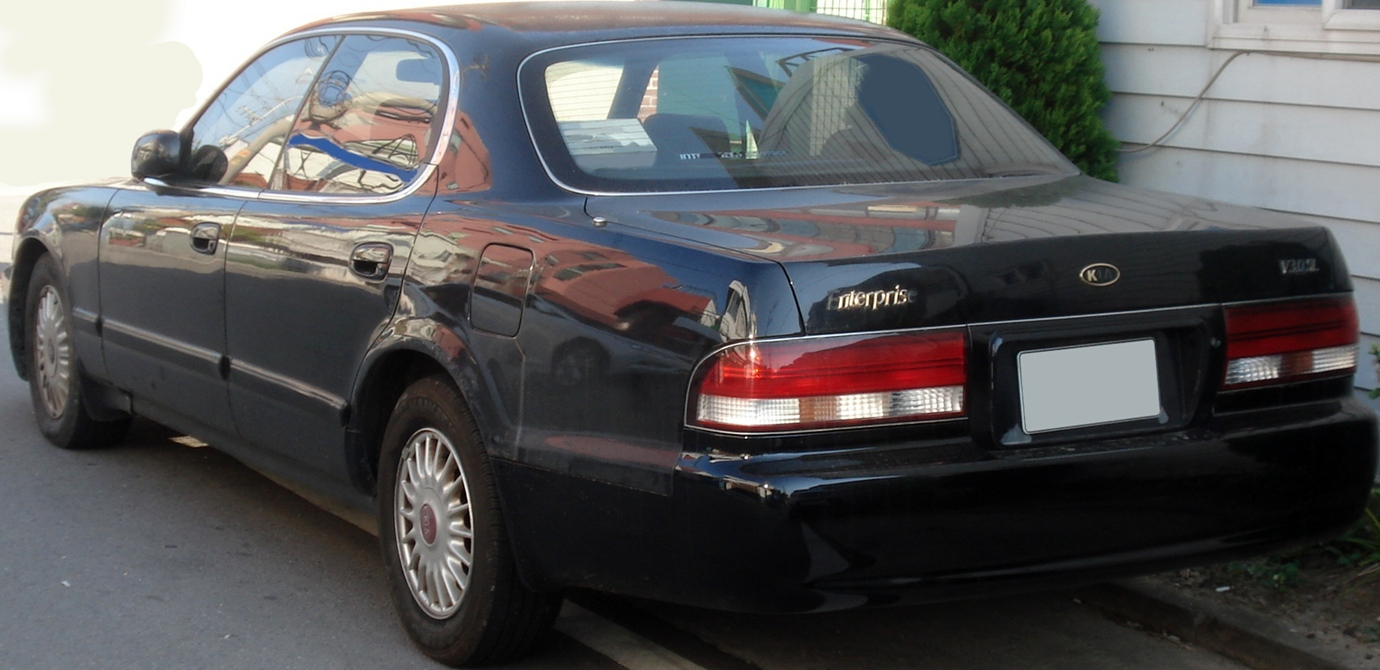
Kia Enterprise - tył

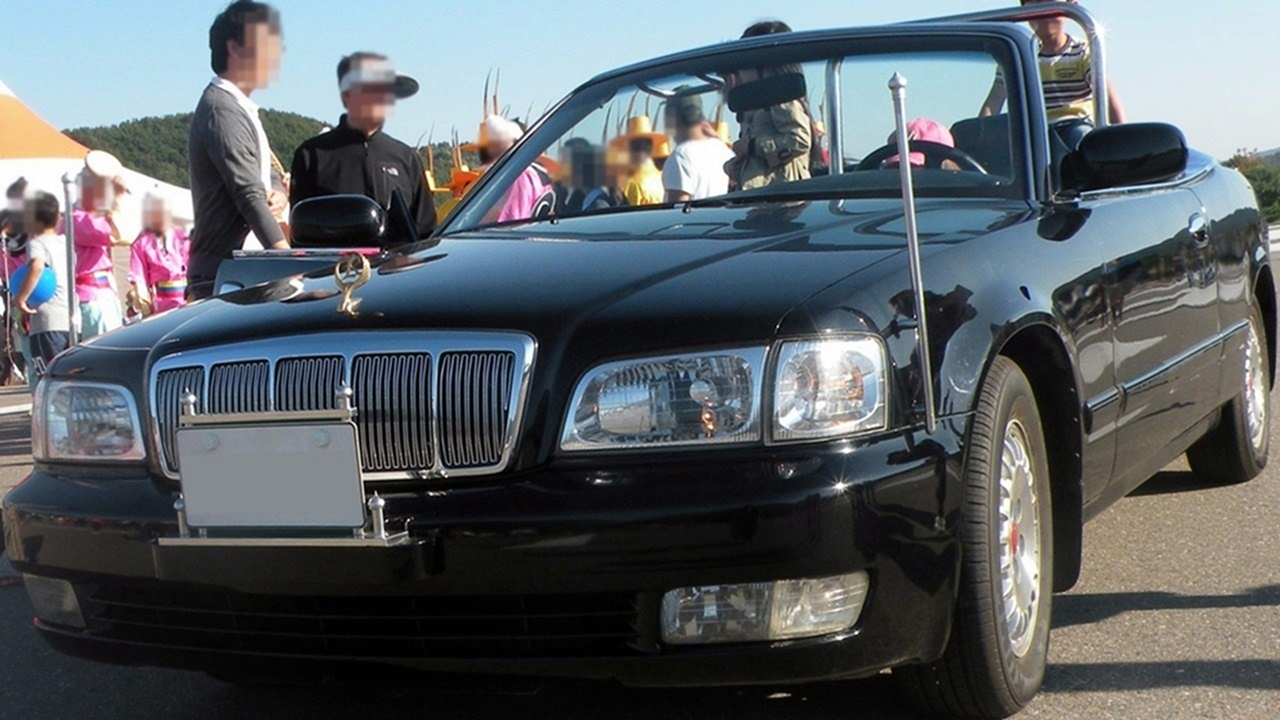
prezydencka Kia Enterprise

W marcu 1997 roku Kia zdecdowała się uzupełnić swoją lokalną, południowokoreańską ofertę modelową o nową limuzynę Enterprise mającą stanowić nowocześniejszą, przestronniejszą i bardziej lukssuową alternatywę dla dotychczas oferowanego modelu Potentia. Podobnie jak ona, samochód został zbudowany w ramach współpracy z japońską Mazdą jako bliźniaczy wariant limuzyny Sentia.
Pod kątem stylistycznym Kia Enterprise zyskała indywidualne akcenty. Wyróżniała się innymi, bardziej kanciastym kształtem reflektorów, a także większą, zdobioną pionowymi poprzeczkami chromowaną atrapą chłodnicy. Zmodyfikowane zostały także wkłady tylnych lamp oraz obwódka tablicy rejestracyjnej. 

### Sprzedaż
Kia Enterprise była samochodem produkowanym i sprzedawanym wyłącznie na wewnętrznym rynku Korei Południowej odpowiadając na gwałtownie rosnące tam zapotrzebowanie na luksusowe limuzyny. Po 6 latach produkcji, samochód zniknął ze sprzedaży w 2003 roku na rzecz następcy. Opracowano go tym razem jako samodzielna konstrukcja pod nazwą Kia Opirus.

### Silniki
- L4 2.5l Mazda
- V6 3.0l Mazda
- V6 3.5l Mazda